# Milano (Teksas)
Milano je grad u američkoj saveznoj državi Teksas. Prema popisu stanovništva iz 2010. u njemu je živjelo 428 stanovnika.